# Hildegard Falck
Hildegard Falck, geboren als Hildegard Janze, (Nettelrede, 8 juni 1949) is een voormalige Duitse middellangeafstandsloopster, die gespecialiseerd was in de 800 m. Ze had van 1971 tot 1973 het wereldrecord van 1.58,45 in handen op deze afstand en was daarbij de eerste vrouw die de 2-minutengrens doorbrak. Ook nam ze eenmaal deel aan de Olympische Spelen en won bij die gelegenheid twee medailles.

## Biografie

### Eerste vrouw binnen de twee minuten
Haar eerste succes behaalde Falck in 1970, toen nog Hildegard Janze geheten. Dat jaar werd ze zowel indoor als outdoor West-Duits kampioene op de 800 m. Ze plaatste zich tevens voor de allereerste editie van de Europese indoorkampioenschappen, die dat jaar in Wenen werden gehouden. Daar werd ze achtste. Een jaar later deed zij het een stuk beter, want ditmaal veroverde ze op de EK indoor in Sofia de gouden medaille. Met haar tijd van 2.06,1 bleef ze de Roemeense Ileana Silai 0,4 seconde voor. In datzelfde jaar werd zij de eerste vrouw die de 800 m in minder dan twee minuten liep: op de West-Duitse kampioenschappen in Stuttgart won zij in de handgeklokte tijd van 1.58,5 (elektronisch 1.58,45), waarmee zij het wereldrecord van de Joegoslavische Vera Nikolić met 2,5 seconden verbeterde. Dit record bleef staan tot 24 augustus 1973, toen de Bulgaarse Svetla Zlateva het op 1.57,5 stelde.

### Estafette-zilver op EK
Op de hierop volgende Europese outdoorkampioenschappen in Helsinki was Falck vervolgens de grote favoriete voor de eindzege op de 800 m, maar kwam zij in de finale ten val en viel hierdoor voortijdig uit. Kampioene werd nu Vera Nikolić. Enige genoegdoening voor dit echec haalde zij vervolgens uit de 4 x 400 m estafette, waarop zij samen met Anette Rückes, Christel Frese en Inge Bödding achter het team van de DDR de zilveren medaille voor zich opeiste. 

### Olympisch goud en brons
Het olympisch debuut van Falck was een succes. Op de 800 m veroverde ze een gouden plak. Haar tijd van 1.58,6 was goed voor een verbetering van het olympisch record. Met haar teamgenotes Anette Rückes, Inge Bödding en Rita Wilden kwam ze ook uit op de 4 x 400 m estafette. Met een tijd van 3.26,5 eindigde de West-Duitsland achter Oost-Duitsland (goud; 3.23,0) en de Verenigde Staten (zilver; 3.25,2).

### Training en privé
In haar actieve tijd was Hildegard  Falck aangesloten bij Hannover 96 en later bij VfL Wolfsburg. Ze werd gecoacht door haar man Rolf Falck. Ze gingen later uit elkaar, waarna Hildegard trouwde met Dr. Klaus Kimmich, een vijfkamper. Samen kregen ze twee kinderen.

## Titels
- Olympisch kampioene 800 m - 1972
- Europees indoorkampioene 800 m - 1971
- West-Duits kampioene 800 m - 1970, 1971, 1973
- West-Duits indoorkampioene 800 m - 1970, 1971

## Persoonlijke records
| Onderdeel | Prestatie       | Datum            | Plaats    |
| --------- | --------------- | ---------------- | --------- |
| 400 m     | 53,1            | 21 augustus 1974 | Berlijn   |
| 800 m     | 1.58,45 (ex-WR) | 11 juli 1971     | Stuttgart |
| 1500 m    | 4.14,6          | 3 september 1971 | München   |

## Palmares

### 800 m
- 1970:  West-Duitse indoorkamp. - 2.12,4
- 1970: 8e EK indoor - 2.09,5
- 1970:  West-Duitse kamp. - 2.02,8
- 1971:  West-Duitse indoorkamp. - 2.03,3
- 1971:  West-Duitse kamp. - 1.58,45
- 1971:  EK indoor - 2.06,1
- 1973:  West-Duitse kamp. - 2.05,85
- 1972:  OS - 1.58,55

### 4 x 400 m estafette
- 1971:  EK indoor - 3.39,6
- 1971:  EK - 3.33,0
- 1972:  OS - 3.26,51

1928: Lina Radke ·
1960: Ljoedmila Sjevtsova ·
1964: Ann Packer ·
1968: Madeline Manning ·
1972: Hildegard Falck ·
1976: Tatjana Kazankina ·
1980: Nadezjda Olizarenko ·
1984: Doina Melinte ·
1988: Sigrun Wodars ·
1992: Ellen van Langen ·
1996: Svetlana Masterkova ·
2000: Maria Mutola ·
2004: Kelly Holmes ·
2008: Pamela Jelimo ·
2012: Caster Semenya ·
2016: Caster Semenya ·
2020: Athing Mu ·
2024: Keely Hodgkinson
- Gemeinsame Normdatei: 1034724878
- World Athletics: 14343716
- Virtual International Authority File: 302125296